# 野田景範
野田 景範（のだ かげのり）は、戦国時代から江戸時代前期にかけての武将。足利氏（古河公方）、徳川氏の家臣。下総国・栗橋城主。

## 生涯
天文18年（1549年）生まれの簗田持助より多少年長程度の同世代。天文23年（1554年）、前古河公方の足利晴氏・藤氏父子が古河城奪還を図った際には、兄・野田弘朝と共に5代公方・足利義氏とその後ろ盾となった後北条氏の側に立ち、晴氏らに対抗した。永禄3年（1560年）、上杉謙信（長尾景虎）が関東に入り関宿城の足利義氏を包囲すると、兄・弘朝と共に籠城したが、翌永禄4年（1561年）に義氏が城を出る頃には、義氏に随行した弘朝とは行動を別にしていたと考えられる。
永禄8年（1565年）頃、関東野田氏の家督を継ぎ、上杉謙信（長尾景虎）の偏諱を受け景範を名乗ったと考えられる（ただし、景虎は永禄4年（1561年）閏3月に政虎と改名している。）。翌永禄9年（1566年）、景範は上杉方として行動していた。上杉謙信が下総小金城・臼井城攻撃のため動員すべきとした関東衆の中に「野田　五十騎」が含まれている 。しかし、臼井城攻撃の失敗後、他の関東衆と同様に景範も離反する。
永禄10年（1567年）5月には、北条氏照から起請文を与えられており、後北条氏に従属したことが確認できる。本起請文の中で栗橋城明け渡しを要求され、景範は栗橋城主としての地位を失う。永禄11年（1568年）10月には既に古河城に移っており、氏照より古河・鴻巣への在宿を指示されているので、この頃には栗橋城を明け渡していた。
景範は後北条氏従属後、同じ古河公方家臣との所領争いにも苦しんだ。永禄10年12月には幸手一色氏と「河辺十六郷半」を巡り争っている。続いて豊島氏景とも、下野・寒川郡網代氏一跡について争論となる。しかし永禄11年（1568年）7月、公方・足利義氏により、一色氏・豊島氏どちらの争論についても景範の訴えは却下されている。
これらの所領争いにより公方・義氏の不興を被ったこと、さらに栗橋城を失った影響により、累代の公方家重臣であった野田氏は失墜し、以後、公方側近の中に名前が見られなくなる。同じ公方家重臣だった簗田氏や一色氏が、義氏死後も「御連判衆」として側近であり続けたことと対照的である。
永禄12年（1569年）、北条氏政と上杉謙信との間に越相同盟が成立し、古河城・栗橋城の帰属を巡る交渉が行われた際には、北条氏照から景範に対して、「栗橋城は景範の本地であることを理由に後北条氏が確保すること、栗橋城を景範に返還する意向であること」が示された。実際に同年7月、景範は栗橋在城を命じられる。
元亀3年（1572年）12月までに景範は再度離反する。所領争いや後北条氏家臣との闘乱事件により、後北条氏の許では不満が募っていたと考えられる。元亀3年12月、栗橋城は後北条氏の攻撃を受け落城した。その後は、再び公方・義氏の許に帰参し、子・三郎に家督を譲ったと考えられている。以後、栗橋城は北条氏照の北関東攻略の拠点となる。
その後、三郎が没すると、景範は自ら家督を引き継いだ。文禄元年（1592年）、野田家伝来の宝刀「菖蒲丸」を献上することで、本多正信を通じて徳川家康より召抱えられ、下総・大塚戸（茨城県常総市）に50石を与えられる。景範は幕臣としての近世野田氏の祖となった。